# Xã Jefferson, Quận Greene, Pennsylvania
Xã Jefferson (tiếng Anh: Jefferson Township) là một xã thuộc quận Greene, tiểu bang Pennsylvania, Hoa Kỳ. Năm 2010, dân số của xã này là 2.352 người.